# 吉米·卡特图书馆暨博物馆
吉米·卡特图书馆暨博物馆（Jimmy Carter Library and Museum）位于美国乔治亚州亚特兰大，包括第39任美国总统吉米·卡特的总统图书馆，由国家档案和记录管理局管理；以及非营利人权非政府组织卡特中心办公室。 
吉米·卡特图书馆暨博物馆的建筑规模为69,750平方英尺（6480平方米）。 